# Обри II де Макон
Обри (Альберик) II (фр. Aubry (Albéric ) II de Mâcon; ок. 943 — до 982) — граф Макона и Безансона с 965, сын графа Лето II де Макон и Ирменгарды де Шалон, дочери Жильбера де Вержи, герцога Бургундии.

## Биография
Унаследовал после смерти отца его владения - графства Макон и Безансон. О его правлении практически ничего не известно. После его смерти владения перешли к Отто Гильому, женившемуся на вдове Обри. Эти владения стали основой для будущего графства Бургундия.

## Брак и дети
Жена: Ирментруда де Руси, дочь графа Рено де Руси. Дети:
- Беатрис; 1-й муж: Жоффруа I (ум. после 991), граф Гатине; 2-й муж: Гуго дю Перш (ум. ок. 1000)
- Лето
- Обри (ум. после 991), аббат монастыря Сен-Поль в Безансоне